# Speleorchestes formicorum
Speleorchestes formicorum är en spindeldjursart som beskrevs av Trägårdh 1909. Speleorchestes formicorum ingår i släktet Speleorchestes, och familjen Nanorchestidae. Arten är reproducerande i Sverige.